# ロシア財政危機
ロシア財政危機（ロシアざいせいきき）または、ロシア金融危機（ロシアきんゆうきき）とは、ロシアの財政・金融危機である。1998年の危機ではロシアの財政が悪化したところへアジア通貨危機の余波も受けて債務不履行（デフォルト）が発生した。2008年には世界金融危機の影響で危機が発生し、2014年、2022年にも危機または危機的状況が発生した。

## 1998年の財政危機
1998年8月17日にキリエンコ政府並びにロシア中央銀行の行った対外債務の90日間支払停止と、これに起因するルーブル下落、キャピタル・フライトなどの経済危機が起こった。それ以前から各種の要因でロシアの財政が逼迫し、債務支払い停止を経て資本の流出、ルーブルの下落を見たロシア国内の経済混乱、並びに、金融不安に伴う株価下落、投資方針を量から質へ転換した資本の移動、ヘッジファンドの倒産など、世界経済も影響を受けた。

### 経過
当時のロシアの貿易は、輸出の80%を天然資源（石油・天然ガス・金属・木材）に依存した。これは、世界経済の状況に影響されやすく、世界的デフレで当時物価が下落しつつあった状況下で財政は悪化しつつあった。さらに、原油価格の下落に伴い、輸出原油からもたらされる税収が減少したことが、ロシア政府の財政を極度に悪化させることになった。経済状況の悪化を反映してルーブルも下落し、また、脱税が蔓延して政府の収入が減る一方で、賃金、年金、各種サービスへの支払いなどに充てる財源はなく、結局これらの支払いを一時停止したり、ルーブルではなく現物支給を行う等してしのいでいた。
それまでも財政が逼迫していたところに、アジア通貨危機の余波を受けて世界の景気が後退し、主要輸出産品の価格が下がったことが経済の悪化に輪をかけた。また、同じくアジア通貨危機を経て投資家の安全指向が高まり、金利は高いがリスクも高いロシア関連株よりも、安全な米国債等への資金の移動が起こったことも事態を悪化させた。そして、ロシアが一時的な混乱からすぐに回復すると見たファンドの予想を裏切り、事態が悪化して行ったことから、多大な損失を被ったファンドが倒産の危機に陥り、これも金融危機を拡大した。
賃金支払いを受けられず困窮した炭鉱労働者は、1997年夏にシベリア鉄道を封鎖し、ロシアの広大な領土は数週間にわたって二分されることとなった。彼らは賃上げ要求に加えてボリス・エリツィン大統領らの辞任も要求した。これをうけて、エリツィン大統領は1998年3月23日に、チェルノムイルジン首相とその閣僚を突然罷免し、政治危機が高まった。エリツィン大統領は、それまであまり知られていなかった 35歳の技術官僚であるセルゲイ・キリエンコを首相代行に指名したが、その若さと乏しい実績から、ロシア議会は2度にわたり拒絶した。エリツィンが議会解散をちらつかせつつ承認を求める対立状況が1ヶ月続いた後、4月24日にようやく議会はキリエンコを承認した。
キリエンコはルーブルの下落を防ぐべく強力な内閣を組織し、新興財閥（オリガルヒ）も為替レート維持の姿勢を見せるキリエンコを支持した。そして、資本の流出を止め、投資家を引きつけて国債を消化させるために、150%の超高金利政策を打ち出した。しかし、アジア通貨危機を経験した投資家の指向は既に「質への逃避」を起こしており、また、原油価格の低迷からロシア財政改善の兆しも見えず、結局資本の流出は止められなかった。この状況では、1998年中頃には、ルーブルを買い支える手持ちの外貨がなくなり、為替レートを維持する資金（主としてドル）を国際通貨基金（IMF）から借りるよりほかになくなることは明白であった。
この様なロシアの財政危機は西側諸国にとっても不安の種となった。長期的に資金を注入することは事態の解決にならないことは承知していたが、IMFの援助なしではもはやエリツィン政権がもたないものと思われた。そのときすでにアメリカ合衆国の主要なファンドの1つが余波を被って倒産していたこともあり、ビル・クリントン大統領の財務長官であるロバート・ルービンは、ロシアの崩壊から世界金融市場へ波及し恐慌に陥ることを恐れ、結局、7月13日に226 億ドルの緊急支援を承認した。
この救済処置をもってしても事態は好転しなかった。1 か月当たりの債務利払いが同じ月の歳入を上回ることが明らかになり、IMFの援助があったにもかかわらず資本流出は続いた。数週間後には再びルーブルの下落が始まり、財政危機に陥った。結局、ロシア政府は借金の悪循環に陥った。負債の利子を返すために新たに借金をせざるを得ず、また、危機的状況にあるロシアに資金を貸し付けるにあたって貸し手は更に高い金利を要求するようになった。
8月17日に、キリエンコ政府とロシア中央銀行は対外債務を 90日間支払い停止すると発表せざるをえなくなった。同時に債務を整理し、ルーブルを引き下げたが、ロシア国民がルーブルをUSドルに替えようとして、ルーブルはなおも下落を続けて暴落した。ロシアが資本主義体制へ移行して間もなく、まだ経験の浅い銀行の大部分は、海外からUSドル建てで資金を調達しており、ルーブルの暴落と共に破綻した。一方で、西側の債権者も大きな損失を被った。この危機によりキャピタル・フライトが発生し、資本は急速にロシアより流出した。

### 影響
この経済混乱は各方面へ波及したが、ヘッジファンドに影響を及ぼしたこと、とりわけノーベル経済学賞受賞者が設立に関与したロングターム・キャピタル・マネジメント (LTCM) が破綻に瀕して銀行からの特別融資を受け、市場から消えたことが取り上げられる。
アメリカ合衆国における 1,000億ドル規模の巨大ヘッジファンドであった LTCMは市場中立型ファンドと呼ばれ、市況が一時的に変動しても、いずれ（数時間〜数日の範囲で）元の水準に戻るという性質を利用する。ロシア危機に際して、一時的にロシア関連の株が下落しても、いずれは元に戻るとしてポジションを取った。しかし、アジア通貨危機とロシア財政危機を経験した投資家は、一種の正常判断を失ったパニックにより安全な米国債等を指向して、ロシア市場に回帰することがなかった。また、LTCM がポジションを取っていた中南米の株等もリスクが大きいとして下落し、結果長期間にわたって損失が拡大し、結局破綻に追い込まれた。
それまで、年利40%前後の好成績を挙げていたことから、他のファンドも多くが同じ手法をとり、やはり同様に窮地に陥った。また市場中立型ファンドは、個々の取引では利益が微々たるもので、それを補うためにレバレッジを効かせ、また、大量の注文を行うことで利益を膨らませていた。しかしそれが反対方向に動き、かつ通常よりも長期間にわたり大幅な変動を見せたことで、損失は広がった。
これらヘッジファンドは、世界各国の金融機関と多額（100兆円単位）の金融取引契約を結んでいたため、破綻に伴い世界経済に恐慌へもつながりかねない深刻な影響を与えた。アメリカや日本など、諸国においては短期金利の急速引下げ（日本ではゼロ金利政策にもつながった）と中央銀行などからの資金貸し出し（銀行への公的資金注入も含む）を行い、この危機を乗り切った。

### 回復
キリエンコの後任にロシア議会はエフゲニー・プリマコフを選び、プリマコフの下でロシアはこの危機から急速に回復することができた。1998年10月から1999年3月までの間にインフレ率は38%から3%に低下していた。1998年の危機のあと、1999年から2000年にかけて状況は急速に改善した。その主な理由は、石油価格の回復である。経済混乱のあおりを受けて 1バレル13USドル台まで下落していた原油価格は、1999年3月にロシア経済をプラスに持ち直し、2000年10月には高値32USドル台まで回復し、ガスプロムを筆頭とした旧国営エネルギー会社はロシアの財政収入を支えた。
ロシア犯罪組織と違法取引の疑惑があったエドモンド・サフラは殺害された。ルーブルのレートは対ドル 1/6 に低下し依然として不安定であり財政的には問題があったが、産業は構造を維持して自立的に回復していった。特に平価切り下げにより輸入品価格が上昇したので、食品産業などの国内産業の雇用は回復した。